# Promozione Toscana 1980-1981
Nella stagione 1980-1981 la Promozione era sesto livello del calcio italiano (il massimo livello regionale). Qui vi sono le statistiche relative al campionato in Toscana.
Il campionato è strutturato in vari gironi all'italiana su base regionale, gestiti dai Comitati Regionali di competenza. Promozioni alla categoria superiore e retrocessioni in quella inferiore non erano sempre omogenee; erano quantificate all'inizio del campionato dal Comitato Regionale secondo le direttive stabilite dalla Lega Nazionale Dilettanti, ma flessibili, in relazione al numero delle società retrocesse dal Campionato Interregionale e perciò, a seconda delle varie situazioni regionali, la fine del campionato poteva avere degli spareggi sia di promozione che di retrocessione.

## Girone A

### Squadre partecipanti
| Squadra                 | Città                      |
| ----------------------- | -------------------------- |
| A.C. Alabastri Volterra | Volterra (PI)              |
| G.S. Armando Picchi     | Livorno (LI)               |
| A.C. Bagni di Lucca     | Bagni di Lucca (LU)        |
| A.S. Camaiore           | Camaiore (LU)              |
| Pol. Cappiano Romaiano  | Ponte a Cappiano (FI)      |
| Pol. Follonica          | Follonica (GR)             |
| U.S. Forte dei Marmi    | Forte dei Marmi (LU)       |
| U.S. Lampo              | Lamporecchio (FI)          |
| U.S. Larcianese         | Larciano (PT)              |
| A.C. Mobilieri Ponsacco | Ponsacco (PI)              |
| U.S. Monsummanese       | Monsummano Terme (PT)      |
| U.S. Piombino           | Piombino (LI)              |
| U.S. Pontedera          | Pontedera (PI)             |
| G.S. Rosignano Solvay   | Rosignano Solvay (LI)      |
| G.S. Tuttocalzatura     | Castelfranco di Sotto (PI) |
| A.S. Venturina          | Venturina Terme (LI)       |

### Classifica finale
|  | Pos. | Squadra            | Pt  | G   | V   | N   | P   | GF    | GS    | DR  |
|  | ---- | ------------------ | --- | --- | --- | --- | --- | ----- | ----- | --- |
|  | 1.   | Pontedera          | 45  | 30  | 19  | 7   | 4   | 51    | 17    | +34 |
|  | 2.   | Mobilieri Ponsacco | 44  | 30  | 17  | 10  | 3   | 36    | 14    | +22 |
|  | 3.   | Tuttocalzatura     | 39  | 30  | 15  | 9   | 6   | 43    | 25    | +18 |
|  | 4.   | Alabastri Volterra | 38  | 30  | 15  | 8   | 7   | 40    | 23    | +17 |
|  | 5.   | Bagni di Lucca     | 32  | 30  | 10  | 12  | 8   | 29    | 26    | +3  |
|  | 6.   | Camaiore           | 29  | 30  | 10  | 9   | 11  | 29    | 27    | +2  |
|  | 7.   | Lampo              | 28  | 30  | 8   | 12  | 10  | 24    | 26    | -2  |
|  | 8.   | Piombino           | 28  | 30  | 8   | 12  | 10  | 26    | 29    | -3  |
|  | 9.   | Rosignano Solvay   | 27  | 30  | 8   | 11  | 11  | 23    | 29    | -6  |
|  | 10.  | Monsummanese       | 26  | 30  | 5   | 16  | 9   | 25    | 26    | -1  |
|  | 11.  | Armando Picchi     | 26  | 30  | 10  | 6   | 14  | 26    | 25    | +1  |
|  | 12.  | Venturina          | 25  | 30  | 7   | 11  | 12  | 26    | 42    | -16 |
|  | 13.  | Follonica          | 24  | 30  | 9   | 6   | 15  | 30    | 43    | -13 |
|  | 14.  | Larcianese         | 23  | 30  | 8   | 7   | 15  | 29    | 38    | -9  |
|  | 15.  | Forte dei Marmi    | 23  | 30  | 6   | 11  | 13  | 18    | 33    | -15 |
|  | 16.  | Ponte a Cappiano   | 23  | 30  | 7   | 9   | 14  | 23    | 43    | -20 |
|  |      |                    | 480 | 480 | 162 | 156 | 162 | 478 ? | 466 ? | 0   |

## Girone B

### Squadre partecipanti
| Squadra               | Città                      |
| --------------------- | -------------------------- |
| A.C. Aglianese        | Agliana (PT)               |
| S.S. Castelfiorentino | Castelfiorentino (FI)      |
| A.S. Castellina       | Castellina in Chianti (FI) |
| U.S. Cortona Camucia  | Cortona (AR)               |
| S.S. Delle Signe      | Signa (FI)                 |
| A.S. Figline          | Figline Valdarno (FI)      |
| A.C. Foiano           | Foiano della Chiana (AR)   |
| U.S. Fucecchio        | Fucecchio (FI)             |
| U.S. Grassina         | Grassina (FI)              |
| U.S. Poggibonsi       | Poggibonsi (SI)            |
| U.S. Pontassieve      | Pontassieve (FI)           |
| A.C. Quarrata Olimpia | Quarrata (PT)              |
| S.C. Resco Reggello   | Reggello (FI)              |
| A.C. Sansovino        | Monte San Savino (AR)      |
| U.C. Sinalunghese     | Sinalunga (SI)             |
| G.S. Staggia          | Staggia Senese (SI)        |

### Classifica finale
|  | Pos. | Squadra          | Pt  | G   | V   | N   | P   | GF  | GS  | DR  |
|  | ---- | ---------------- | --- | --- | --- | --- | --- | --- | --- | --- |
|  | 1.   | Fucecchio        | 43  | 30  | 14  | 15  | 1   | 33  | 11  | +22 |
|  | 2.   | Sansovino        | 41  | 30  | 16  | 9   | 5   | 38  | 17  | +21 |
|  | 3.   | Castellina       | 40  | 30  | 13  | 14  | 3   | 49  | 28  | +21 |
|  | 4.   | Grassina         | 35  | 30  | 11  | 13  | 6   | 30  | 21  | +9  |
|  | 5.   | Castelfiorentino | 34  | 30  | 12  | 10  | 8   | 35  | 29  | +6  |
|  | 6.   | Poggibonsi       | 33  | 30  | 10  | 13  | 7   | 23  | 27  | -4  |
|  | 7.   | Figline          | 31  | 30  | 13  | 5   | 12  | 38  | 35  | +3  |
|  | 8.   | Sinalunghese     | 29  | 30  | 10  | 9   | 11  | 32  | 36  | -4  |
|  | 9.   | Pontassieve      | 28  | 30  | 10  | 8   | 12  | 23  | 29  | -6  |
|  | 10.  | Foiano           | 28  | 30  | 8   | 12  | 10  | 21  | 27  | -6  |
|  | 11.  | Staggia          | 27  | 30  | 6   | 15  | 9   | 26  | 33  | -7  |
|  | 12.  | Quarrata Olimpia | 26  | 30  | 6   | 14  | 10  | 25  | 32  | -7  |
|  | 13.  | Delle Signe      | 25  | 30  | 7   | 11  | 12  | 31  | 38  | -7  |
|  | 14.  | Resco Reggello   | 24  | 30  | 6   | 12  | 12  | 26  | 30  | -4  |
|  | 15.  | Cortona Camucia  | 21  | 30  | 4   | 13  | 13  | 28  | 39  | -11 |
|  | 16.  | Aglianese        | 15  | 30  | 4   | 7   | 19  | 19  | 41  | -22 |
|  |      |                  | 480 | 480 | 150 | 180 | 150 | 477 | 473 | 0   |

- Discrepanza fra reti totali fatte e subite (477/473).